# Смит, Майкл Уитакер
Майкл Уи́такер Смит (англ. Michael Whitaker Smith; 7 октября 1957 года, Кенова, Западная Виргиния, США) — американский певец, автор песен, музыкант, композитор и актёр. Он один из самых влиятельных артистов в жанре современной христианской музыки. Три раза он был награждён премией Грэмми и 45 раз премией Dove. Продано более 18 миллионов его дисков, записана 31 песня, ставших №1 в хит-парадах, 14 золотых альбомов и 5 платиновых альбомов.
Майкл родился семье Пола, рабочего нефтеперерабатывающего завода и Барбары Смит, работавшей в общественном питании. В детстве, кроме любимого бейсбола, он также играл на фортепиано и пел в церковном хоре. Несмотря на это, в подростковом возрасте, он пристрастился к алкоголю и наркотикам. По окончании школы Майкл начал учиться в Университете Маршалла, развиваясь в сочинении песен, но бросил учебу после одного семестра. Его друг Шейн Кейстер, работавший сессионным музыкантом в Нэшвилле, убедил его переехать в Нэшвилл, столицу кантри-музыки, чтобы заняться музыкальной карьерой. И в 1978 году Смит переехал в Нэшвилл, где устроился на работу ландшафтным дизайнером, чтобы прокормить себя. Он также играл с несколькими местными группами в клубах Нэшвилла. После очередного срыва, в попытках избавиться от наркотической зависимости, в ноябре 1979 года Майкл решил снова обратиться к христианству. На следующий день он прошел прослушивание в группу Higher Ground в качестве клавишника и получил работу. Именно во время своего первого тура с Higher Ground, играя в основном в церквях, Смит наконец смог оставить наркотики и алкоголь.

## Музыкальная карьера

##### Начало (1981–1989)
В 1981 году, будучи улавишником в Higher Ground, Смит подписался как автор с Meadowgreen Music, где он создал множество госпел-хитов, написанных для таких артистов, как Sandi Patty, Kathy Troccoli, Bill Gaither и Amy Grant, и некоторые из них стали "классикой" церковных гимнов. В 1982 году Смит поехал в тур Age to Agе в качестве клавишника с Amy Grant.
В 1983 записал и спродюсировал свой первый сольный альбом The Michael W. Smith Project на лейбле Reunion Records . В него была включена первая запись его хита «Friends», который он написал в соавторстве со своей женой Деборой. К тому времени, как в 1984 году вышел второй альбом Смита Michael W. Smith 2, он уже был хедлайнером своих собственных туров. В 1986 году Смит выпустил альбом с характерным электронным звучанием The Big Picture, а в следующем году вышел концертный альбом The Live Set.
Вскоре после выпуска в 1988 году рок-альбома i 2(EYE) Смит снова сотрудничал с Amy Grant для ее мирового турне «Lead Me On». В следующем году был записан первый рождественский альбом Christmas (1989) с симфоническим оркестром Nashville Festival Orchestra, смешанным и детским хором.

#### Мейнстримовые и духовные поп-альбомы (1990–1999)
В 1990 году Смит выпустил альбом для молодежи Go West Young Man, который включал  кроссовер-хит «Place in This World». Песня достигла 6-го места в Billboard Hot 100. В 1992 году он выпустил альбом Change Your World , который включал хит №1 «I Will Be Here for You». В 1993 году Смит выпустил свой первый сборник хитов в виде бокс-сета The Wonder Years и альбома The First Decade (1983–1993), в который вошли две новые песни «Do You Dream of Me?» и «Kentucky Rose».
В 1994 году Смит появился в качестве приглашенного пианиста на альбоме Swing, Swang, Swung христианской рок- группы Guardian.
В 1995 году Смит выпустил свой восьмой альбом I'll Lead You Home , который сочетает в себе стиль его светских альбомов с религиозными размышлениями. Live the Life (1997) и This Is Your Time (1999) следуют тому же стилю. В 1998 году выходит второй рождественский альбом Christmastime.
Смит сотрудничал с Джимом Брикманом над «Love of My Life», романтической песней о любви для его альбома Destiny в 1999 году. Песня достигла 9-го места в чарте Hot Adult Contemporary Tracks. Также в 1999 году он стал первым артистом христианской музыки, получившим премию ASCAP «Golden Note» за достижения всей жизни в написании песен.

#### Инструментальные и живые альбомы поклонения (2000–2003)
Почти все предшедствующие альбомы Смита включали в себя по крайней мере один инструментальный трек, поэтому в 2000 году Смит записал свой первый полностью инструментальный альбом Freedom. В следующем году Смит выпустил свой первый альбом песен хвалы и поклонения Worship, релиз которого пришёлся на трагический день 11 сентября. В продолжение последовал Worship Again в 2002 году. Оба альбома являются концертными записями. Worship Again также включает в себя песню, которую Смит написал под названием «There She Stands», посвященную событиям 11 сентября 2001 года. Он исполнил эту песню вживую на Республиканском национальном съезде 2004 года, заявив, что именно президент Джордж Буш-младший, для которого он является другом семьи, попросил её написать.
В 2002 году Смит выпустил DVD с живым концертом под названием Worship, снятый вживую в YC Alberta г. Эдмонтон (Канада). Концерт включал песни из Worship (2001) и Worship Again (2002). Он практически сразу возглавил видеочарты Billboard и стал золотым в США и Канаде. Смит получил награду «Вокалист года» на церемонии вручения премии GMA Music Awards в 2003 году.  В том же году Майкл выпустил свой второй альбом лучших хитов The Second Decade (1993–2003), в который вошел новый сингл под названием «Signs». Видео-клип для «Signs» продюсировал его старший сын Райан.

#### Альбомы современной духовной музыки (2004–2010)
Альбом Healing Rain вышел в 2004 году и дебютировал на 11 месте в чарте Billboard Hot 200. Заглавный трек поднялся до 1 места в чартах Radio & Records. Позднее был выпущен видеоклип на песню. Альбом сочетает в себе стиль его предыдущих записей с атмосферой церковного поклонения альбомом серии Worship. Он также был номинирован на премию Грэмми в категории Лучший поп/современный госпел-альбом. В 2006 году Майкл выпустил альбом Stand, который похож на Healing Rain (2004) по стилю и жанру, но более камерный по звучанию и с большей глубиной христианской лирики. Также в 2006 году Смит написал музыку и саундтрек к фильму Второй шанс, в котором он также снялся. В качестве видеоклипа вышел сингл «All in the Serve».
В октябре 2007 года Смит выпускает свой третий рождественский альбом It's a Wonderful Christmas. 20 июня 2008 года он записывает третий концертный альбом хвалы и поклонения в церкви Lakewood в Хьюстоне, штат Техас, под названием A New Hallelujah. В этом же месяце Майкл поехал в совместный тур со Steven Curtis Chapman. В сентябре 2010 года состоялся релиз альбома Wonder о духовной жизни христианина, который спродюсировал Bryan Lenox, выбравший систему Endless Analog CLASP для достижения «массивного и тёплого» звучания магнитофонной ленты.

#### Инструментальные оркестровые композиции, гимны и студийные альбомы поклонения (2011–2016)
Второй инструментальный альбом Смита Glory был выпущен 22 ноября 2011 года. Масштабный оркестр из 65 музыкантов был записан в AIR Studios Lyndhurst Hall в Лондоне и Wildwood Recording Studio в Нэшвилле. В следующем году выходит Decades of Worship (2012), отмечая успех альбомов направления хвалы и поклонения. 24 июля 2012 года концерт Смита в Дрейпереедва не был отменен из-за жалобы, поданной жителем штата Юта, в которой он утверждал, что шоу, «смешанное с молитвой и поклонением», должно оставаться в церкви или частной собственности, а не на «общественном заднем дворе». На следующий день городской совет принял решение об отмене концерта, хотя днем позже они все же решили его провести, как и планировалось, после критики со стороны евангелической группы. Она приравняла отмену концерта к посягательству на религиозную свободу. Мэр Дрейпера и несколько членов городского совета присутствовали на мероприятии и их поблагодарили за поддержку.
В 2014 году Смит выпустил сразу три альбома: камерный и традиционный по звучанию Hymns, мейнстримовый Sovereign и четвертый роженственский The Spirit of Christmas. Hymns — первая попытка Смита сделать собственную интерпретацию традиционных гимнов - он был выпущен эксклюзивно в Cracker Barrel Old Country Store 24 марта 2014 года и  продан тиражом 12 000 копий за первую неделю релиза, дебютировав на 24 месте в американском Billboard 200. Он также стал самым продаваемым альбомом христианской музыки за неделю с 19 апреля 2014 года и выиграл премию Dove Award 2014 в номинации «Вдохновляющий альбом года». Альбом Sovereign, выпущенный 13 мая 2014 года, является первым студийным альбомом поклонения и одновременно первым альбомом, выпущенным на Capitol Records, после того, как Смит покинул свой давний лейбл Reunion Records в 2013 году. Альбом был продан тиражом почти 16 000 копий за первую неделю и дебютировал на 10 месте в Billboard 200. Таким образом он стал альбомом с самыми высокими позициями в чартах в его карьере по состоянию на 2014 год. The Spirit of Christmas, официально выпущенный как Michael W. Smith & Friends: The Spirit of Christmas, является первым альбомом дуэтов для Смита. Выпущенный 30 сентября 2014 года, он включает в себя дуэты с Carrie Underwood, Lady Antebellum, Little Big Town, Jennifer Nettles, Martina McBride, Vince Gill, Bono, Amy Grant, и Michael McDonald.  Альбом стал третьим новым альбомом Смит в 2014 году, вошедшим в Billboard 200, достигнув пика на 16-м месте по состоянию на декабрь 2014 года.  Он также выиграл премию Dove Award 2015 в номинации «Рождественский альбом года».
В 2014 году Смит, наряду с Amy Grant, был назван «краеугольным камнем христианской музыки» Американским обществом композиторов, авторов и издателей (ASCAP) за его значительный вклад в этот жанр. В 2015 году Смит и его сын Тайлер написали музыку и саундтрек к фильму «90 минут на небесах», в котором он также сыграл небольшую роль.
В ноябре 2015 года Смит и Amy Grant возобновили свой ежегодный рождественский тур после примерно 15-летнего перерыва.
Второй альбом гимнов Смита под названием Hymns II - Shine on Us был выпущен 29 января 2016 года. Как и его первый альбом гимнов, выпущенный в 2014 году, альбом продавался эксклюзивно в магазине Cracker Barrel Old Country Store.
21 июня 2016 года Смит выпустил новый сингл под названием «He Will Never End», который изначально был выпущен в марте в качестве бонус-трека на эксклюзивном для Target издании CD с саундтреком к фильму «Страсти: Новый Орлеан» (2016). 27 июня 2016 года он выпустил музыкальный клип на сингл, который был полностью снят в Израиле в апреле.
Позже в 2016 году Смит выпустил рождественский музыкальный проект в сотрудничестве с Wes King, Bradley Knight и Luke Gambill под названием Almost There – A Christmas Musical. Мюзикл назван в честь песни, которую Смит написал несколько лет назад для своего рождественского альбома The Spirit of Christmas (2014).

#### «A Million Lights»и«Surrounded» (2017–настоящее время)
11 августа 2017 года Смит выпустил новый сингл «A Million Lights», который продемонстрировал отход от своего предыдущего звучания. Альбом с одноименным заглавием последовал 16 февраля 2018 года. Неделю спустя, 23 февраля 2018 года, Смит выпускает еще один альбом под названием Surrounded, который продолжил линию концертных записей поклонения спустя десять лет, но в обновленном формате. Эти два альбома стали его 30-й и 31-й позициями в главой десятке чарта Billboard Top Christian Albums, что является наибольшим показателем среди сольных исполнителей за всю карьеру.
В мае 2018 года Смит запустил новую серию детских книг Nurturing Steps, которую он создал вместе с соавтором VeggieTales Майком Навроцки. Первая книга Nighty Night and Good Night была выпущена 8 мая. Он также выпустил в сопровождение к книге свой первый детский альбом Lullaby.
30 августа 2018 года Смит провел бесплатное мероприятие в Bridgestone Arena в Нэшвилле под названием «Surrounded: A Night to Pray, Worship and Be Awakened», оно транслировалось на TBN в 175 странах мира.
22 февраля 2019 года вышел концертный альбом Awaken: The Surrounded Experience.
Смит выпустил концертный альбом музыки поклонения с симфоническим оркестром Worship Forever приуроченный 20-й годовщине 11 сентября, которая также является датой выхода его оригинального альбома Worship. Он также сопровождался живой трансляцией на TBN.
В 2022 году вышел пятый рождественский релиз Christmas At Home, который год спустя был дополнен и переиздан в виде альбома Every Christmas.
В марте 2024 года Смит выпустил свой мини-альбом Worthy is the Lamb, записанный в Университете Бельмонта.

## Актёрская карьера
В 1994 году Смит дебютировал в качестве актёра в роли Билли Холдена в фильме «Secret Adventures: Shrug».
В 2006 году Смит был ведущим актёром в фильме «The Second Chance» режиссёра Стива Тейлора. Он также написал часть музыки и саундтрека к этому фильму.
В 2015 году Смит сыграл Клиффа МакАрдла в экранизации бестселлера «90 Minutes in Heaven» Дона Пайпера. Кроме того, он работал вместе со своим сыном над музыкой и саундтреком к этому фильму.
Смит также снялся в роли ученика Джеймса в «The Passion», музыкальном фильме, который был показан на канале FOX 20 марта 2016 года.

## Другие предприятия
В 1994 году Смит открыл подростковый клуб Rocketown в Нэшвилле, штат Теннесси (6-я авеню). Позже, в начале 2003 года, клуб переехал на новое место — в отремонтированный склад в центре города. В заведении есть большой танцпол, обширный крытый скейт-парк и кафе, где звучит живая акустическая музыка.
В 1996 году Смит создал свой собственный лейбл Rocketown Records. Лейбл был назван в честь песни из третьего альбома The Big Picture. Первым артистом, с которым был подписан контракт, был Chris Rice, написавший «Go Light Your World», хит №1 для Kathy Troccoli в 1995 году. Сам же Майкл не записывался под этим лейблом до 2018 года.
Смит активно участвует в волонтерской службе и является заместителем председателя Совета президента по службе и гражданскому участию, который возглавляет Джин Кейс из Фонда Кейса. Он также является активным представителем спонсорства детей через благотворительную организацию Compassion International.
Смит принимал активное участие в крузейдах Билли Грэма, а также в Samaritan's Purse. Майкл спел «Just As I Am» в память о Билли Грэме на 44-й церемонии вручения премии GMA Dove Awards. Он также исполнил ее на поминальной службе в честь Грэма в ротонде Капитолия США 28 февраля 2018 года.

## Личная жизнь и интересные факты
Майкл женат на Деборе (Дебби) Кей Дэвис и имеет пятерых детей, включая сыновей композитора Тайлера Майкла и кинорежиссера Райана Уитакера, дочерей Уитни, Анну и Эмили.
Он живет в пригороде Нэшвилла. Смит посещал церковь Belmont в Нэшвилле, штат Теннесси, и его наставником был ее давний пастор Дон Финто. Смит также является пастором-основателем церкви New River Fellowship Church во Франклине, штат Теннесси, где он был ведущим пастором с 2006 по 2008 год.
Смит был другом бывшего президента Джорджа Буша-старшего и является другом его сына, бывшего президента Джорджа Буша-младшего. Смита приглашали выступить на Республиканском национальном съезде 2004 года  с песней «There She Stands», а также на государственных похоронах Джорджа Буша-старшего в Национальном соборе в Вашингтоне, округ Колумбия, 5 декабря 2018 года с песней «Friends».
Смит также дружит с вокалистом U2 Боно, c ним вместе они работали над четвертым рождественским альбомом, а также над благотворительным проектом ONE Campaign.
Колледж Олдерсон-Броддус присвоил Смиту степень доктора музыки Honoris Causa в 1992 году, а журнал People назвал одним из «Самых красивых людей».
В 2018 году он выступал на поминках и похоронах Билли Грэма. В июне 2019 года Смит подписал декларацию Франклина Грэма, призывающую к особому дню молитвы за президента Дональда Трампа, чтобы Бог защитил, укрепил, ободрил и направил его.
В 2023 году Смит попросил жителей Огайо проголосовать против законопроекта №1 о включении контрацепции и абортов в конституцию штата, назвав это «духовной битвой».
Майкл является артистом компании Yamaha Music Corporation, использующий гитары LS500, CPX15W и AES1500B, концертный рояль C7, синтезаторы серии MOTIF и цифровые пианино серий CP/P.

#### Дискография
| Название альбома                        | Детали | Позиции в чартах | Позиции в чартах | Сертификация                   |
| Название альбома                        | Детали | US               | US Christ        | Сертификация                   |
| --------------------------------------- | --- | ---------------- | ---------------- | ------------------------------ |
| Michael W. Smith Project                | - Дата релиза: 15.03.1983 - Лейбл: Reunion - Форматы: CD, компакт-кассета, digital download, LP           | —                | 9                | - RIAA: Gold                   |
| Michael W. Smith 2                      | - Дата релиза: 23.02.1984 - Лейбл: Reunion - Форматы: CD, компакт-кассета, digital download, LP           | —                | 4                |                                |
| The Big Picture                         | - Дата релиза: 01.02.1986 - Лейбл: Reunion - Форматы: CD, компакт-кассета, digital download, LP           | —                | 2                |                                |
| The Live Set                            | - Дата релиза: 07.07.1987 - Лейбл: Reunion - Форматы: CD, компакт-кассета, digital download, LP           | —                | 4                |                                |
| i 2 (EYE)                               | - Дата релиза: 15.08.1988 - Лейбл: Reunion - Форматы: CD, компакт-кассета, digital download, LP           | —                | 1                | - RIAA: Gold                   |
| Christmas                               | - Дата релиза: 01.09.1989 - Лейбл: Reunion - Форматы: CD, компакт-кассета, digital download, LP           | —                | 3                | - RIAA: Gold                   |
| Go West Young Man                       | - Дата релиза: 24.09.1990 - Лейбл: Reunion - Форматы: CD, компакт-кассета, digital download, LP           | 74               | 1                | - RIAA: Platinum - MC: Gold    |
| Change Your World                       | - Дата релиза: 21.08.1992 - Лейбл: Reunion - Форматы: CD, компакт-кассета, digital download, LP           | 86               | 1                | - RIAA: Platinum               |
| The First Decade (1983–1993)            | - Дата релиза: 30.09.1993 - Лейбл: Reunion - Форматы: CD, компакт-кассета, digital download               | —                | 1                | - RIAA: Gold                   |
| I'll Lead You Home                      | - Дата релиза: 01.08.1995 - Лейбл: Reunion - Форматы: CD, компакт-кассета, digital download               | 16               | 1                | - RIAA: Platinum               |
| Live the Life                           | - Дата релиза: 28.04.1997 - Лейбл: Reunion - Форматы: CD, компакт-кассета, digital download               | 23               | 1                | - RIAA: Gold                   |
| Christmastime                           | - Дата релиза: 13.10.1998 - Лейбл: Reunion - Форматы: CD, компакт-кассета, digital download               | 90               | 5                | - RIAA: Gold                   |
| This Is Your Time                       | - Дата релиза: 23.11.1999 - Лейбл: Reunion - Форматы: CD, digital download                                | 21               | 1                | - RIAA: Gold                   |
| Freedom                                 | - Дата релиза: 21.11.2000 - Лейбл: Reunion - Форматы: CD, компакт-кассета, digital download               | 70               | 2                | - RIAA: Gold                   |
| Worship                                 | - Дата релиза: 11.09.2001 - Лейбл: Reunion - Форматы: CD, компакт-кассета, digital download, DualDisc     | 20               | 1                | - RIAA: 2× Platinum - MC: Gold |
| Worship Again                           | - Дата релиза: 19.09.2002 - Лейбл: Reunion - Форматы: CD, digital download                                | 14               | 1                | - RIAA: Platinum               |
| The Second Decade (1993–2003)           | - Дата релиза: 07.10.2003 - Лейбл: Reunion - Форматы: CD, digital download                                | 38               | 1                |                                |
| Healing Rain                            | - Дата релиза: 26.10.2004 - Лейбл: Reunion - Форматы: CD, digital download, DualDisc                      | 11               | 1                | - RIAA: Gold                   |
| Stand                                   | - Дата релиза: 07.11.2006 - Лейбл: Reunion - Форматы: CD, digital download                                | 48               | 1                |                                |
| It's a Wonderful Christmas              | - Дата релиза: 14.10.2007 - Лейбл: Reunion - Форматы: CD, компакт-кассета, digital download               | 54               | 2                |                                |
| A New Hallelujah                        | - Дата релиза: 28.10.2008 - Лейбл: Reunion - Форматы: CD, digital download                                | 19               | 1                |                                |
| Wonder                                  | - Дата релиза: 28.09.2010 - Лейбл: Reunion - Форматы: CD, digital download                                | 26               | 2                |                                |
| Glory                                   | - Дата релиза: 22.11.2011 - Лейбл: Reunion - Форматы: CD, digital download                                | 121              | 7                |                                |
| Decades of Worship                      | - Дата релиза: 12.01.2012 - Лейбл: Provident Label Group - Форматы: CD, digital download                  | 99               | 5                |                                |
| Hymns                                   | - Дата релиза: 24.03.2014 - Лейбл: Cracker Barrel - Форматы: CD, digital download                         | 25               | 1                |                                |
| Sovereign                               | - Дата релиза: 13.05.2014 - Лейбл: Sparrow/The MWS Group - Форматы: CD, digital download, LP              | 10               | 1                |                                |
| The Spirit of Christmas                 | - Дата релиза: 30.09.2014 - Лейбл: Sparrow/The MWS Group - Форматы: CD, компакт-кассета, digital download | 16               | 1                |                                |
| Hymns II – Shine on Us                  | - Дата релиза: 29.01.2016 - Лейбл: Cracker Barrel - Форматы: CD, digital download                         | 172              | 3                |                                |
| A Million Lights                        | - Дата релиза: 16.02.2018 - Лейбл: Rocketown - Форматы: CD, digital download                              | —                | 2                |                                |
| Surrounded                              | - Дата релиза: 23.02.2018 - Лейбл: Rocketown - Форматы: CD, digital download                              | 188              | 2                |                                |
| Lullaby                                 | - Дата релиза: 04.05.2018 - Лейбл: Rocketown/The Fuel Music - Форматы: CD, digital download               | —                | —                |                                |
| Awaken: The Surrounded Experience       | - Дата релиза: 22.02.2019 - Лейбл: Rocketown - Форматы: CD, digital download                              | —                | 13               |                                |
| Still, Vol. 1                           | - Дата релиза: 09.10.2020 - Лейбл: Rocketown - Форматы: CD, digital download                              | —                | 42               |                                |
| Worship Forever (Live)                  | - Дата релиза: 10.09.2021 - Лейбл: Rocketown - Форматы: CD, digital download                              | —                | 4                |                                |
| Christmas At Home                       | - Дата релиза: 21.10.2022 - Лейбл: Rocketown - Форматы: CD, digital download                              | —                | —                |                                |
| Worship Forever (Live Extended Edition) | - Дата релиза: 17.03.2023 - Лейбл: Rocketown - Форматы: CD, digital download                              | —                | —                |                                |
| Every Christmas                         | - Дата релиза: 06.10.2023 - Лейбл: Rocketown - Форматы: CD, digital download                              | —                | —                |                                |
| Worthy is the Lamb (Live)               | - Дата релиза: 15.03.2024 - Лейбл: Rocketown/The Fuel Music                                               | —                | —                |                                |

## Награды
Grammy
- 1984 Лучшее мужское исполнение христианской музыки Michael W. Smith 2
- 1995 Лучший современный поп-альбом христианской музыки I'll Lead You Home
- 2002 Лучший современный поп-альбом христианской музыки Worship Again

Номинации Grammy
- 1983 Лучшее мужское исполнение христианской музыки за Michael W. Smith Project
- 1986 Лучшее мужское исполнение христианской музыки за The Big Picture
- 1988 Лучшее мужское исполнение христианской музыки за I2(Eye)
- 1989 Лучшее мужское исполнение христианской музыки за песню "Holy, Holy, Holy"
- 1990 Лучший поп-альбом христианской музыки за Go West Young Man
- 1998 Лучший современный поп-альбом христианской музыки за Live the Life
- 2000 Лучший современный поп-альбом христианской музыки за This Is Your Time
- 2002 Лучший современный поп-альбом христианской музыки за Worship
- 2006 Лучший христианский поп-альбом за Healing Rain
- 2008 Лучший современный поп-альбом христианской музыки за Stand
- 2019 Лучший современный христианский альбом за Surrounded

American Music Awards
- 1992 Любимый новый современный артист для взрослой аудитории

Зал славы госпел-музыки
- 2008 Включен